# Dorothée Browaeys
Pour les articles homonymes, voir Browaeys.
Dorothée Browaeys est une journaliste scientifique française née en 1959 à Roubaix. Elle crée en 2017 TEK4life, qui s'emploie à accélérer la bascule vers une société réajustée aux milieux vivants, notamment grâce à la comptabilité écologique. 
Cofondatrice de l’association VivAgora en 2003, elle développe en France les pratiques de débat public sur les choix scientifiques et techniques. Biologiste de formation, elle s'emploie à faire vivre les trois écologies (selon l'expression de Félix Guattari) : connexion aux écosystèmes, relation à soi-même, attention à l'autre et insertion politique. Elle dénonce la suprématie de l'innovation (sans horizon) et œuvre pour un management éthique des ressources, de la santé, et de la qualité des relations en société. Par ses articles et ses livres, elle met en exergue les responsabilités face aux choix technologiques et aux modes d'existence humaine à venir.

## Parcours
Spécialisée dans les sciences du vivant, Dorothée Browaeys est a été responsable de la rubrique Sciences du quotidien La Croix de 1984 à 1990 et de la rubrique agro-alimentation du magazine Biofutur. Depuis, elle analyse les enjeux sociaux des développements scientifiques et a publié diverses enquêtes sur les usages des tests génétiques et les nanotechnologies (Le Monde diplomatique), la course aux brevets sur le vivant (Le Figaro), le neuromarketing (Alternatives économiques), les OGM (Géo). Elle collabore régulièrement pour La Recherche, Sciences & Avenir, Les Clés de l’actualité, Euréka, Ciel & espace et Science & Vie. En 2003, elle met en place Les cafés du vivant (café scientifique sur les sciences de la vie) en collaboration avec le Palais de la découverte.
Elle participe activement au débat sur l'articulation entre écologie et économie. Elle fait de la prospective vivante sur la bioéconomie, la biologie de synthèse, les nanotechnologies et le transhumanisme. 
Elle contribue à la Revue Études et au magazine en ligne UP Magazine pour la veille sur les bio-industries et le recours aux nouvelles techniques génétiques d'édition. Elle publie de nombreux articles parus dans Le Monde diplomatique, Alternatives économiques
De 2003 à 2013, Dorothée Browaeys crée et développe l'association VivAgora dont elle est déléguée générale. L'association a pour objectif de développer une culture de débat sur les questions scientifiques et techniques. Avec les Forums de dialogue NanoRESP, BioRESP elle accompagne les acteurs pour des pratiques industrielles bio compatibles. L'association a soutenu l'engagement citoyen pour une innovation choisie et responsable à travers la réalisation de cycles de débats thématiques : 
- Le vivant est-il un bien commun ? en 2004
- Santé et environnement : comment changer d’ère ? en 2005
- NanoMonde et NanoViv en 2006
- Neurosciences : Nos cerveaux sous contrôle ? en 2007
- NanoForum en 2007[4]
- Innovation et démocratie en 2008[5]
- Parlement du Futur du 18 mars 2008 au Conseil régional d'Île-de-France[6]
- Parlement du Futur du 29 avril 2009 au Collège de France : Innovation responsable
- Parlement du Futur du 23 avril 2010 au Sénat : Par-delà peurs et progrès. Comment mettre en culture l'innovation ?
- Parlement du Futur du 27 mai 2011 à l'Assemblée nationale[7].
- Les Assises du vivant à l'UNESCO en 2012[8].

En 2013, Dorothée Browaeys fonde le Forum NanoRESP pour le dialogue des parties prenantes sur les nanotechnologies.
Elle coordonne le volet français du programme européen Synenergene sur la biologie de synthèse et la bioéconomie.
Elle conçoit  et coordonne le Festival vivant 2016. Cette dynamique donne naissance au Forum BioRESP qui met en dialogue les acteurs de la transition bio-économique, pour une refondation de l'économie en phase avec les logiques du vivant.
En 2018, elle fonde TEK4life qui sensibilise les acteurs économiques à la comptabilité écologique. Après le Tribunal pour les Générations futures au Barreau de Paris en septembre 2019, TEK4life soutient la prise en compte du vivant dans l'économie avec  son Alliance ComptaRegenération (2020/2023). Des formations sont créées pour encourager et équiper les acteurs pour mesurer leurs impacts et les intégrer dans leurs boussoles stratégiques.

## Distinctions
- Chevalière de l'ordre du Mérite, 2017